# Turbazy Primórskaya
Turbazy Primórskaya (del ruso: Пансиона́та «О́льгинка») es un posiólok del raión de Tuapsé del krai de Krasnodar, en el sur de Rusia. Está situado en las estribaciones meridionales del extremo oeste del Cáucaso Occidental, junto a la desembocadura del río Nechepsujo en la orilla nororiental del mar Negro, 24 km al noroeste de Tuapsé y 90 km al sur de Krasnodar, la capital del krai. Tenía 123 habitantes en 2010.
Pertenece al municipio Novomijáilovskoye.

## Historia
El centro turístico Primórskaya fue registrado como localidad del krai de Krasnodar el 15 de noviembre de 1977.